# أندري كراسنوف
أندري كراسنوف (بالإنجليزية: Andrey Krasnov)‏ (مواليد 6 يوليو 1981 في الاتحاد السوفييتي) لاعب كرة قدم قيرغيزستاني دولي يجيد اللعب في مركز الهجوم. يلعب حاليا لصالح نادي أسد بشكيك القيرغيزستاني منذ سنة 2008م.

## روابط خارجية
- أندري كراسنوف على موقع قاعدة بيانات كرة القدم.إي يو (الإنجليزية)
- أندري كراسنوف على موقع ناشيونال فوتبول تيمز (الإنجليزية)
- أندري كراسنوف على موقع عالم كرة القدم.نت (الإنجليزية)